# 徳島県道43号神山川島線
徳島県道43号神山川島線（とくしまけんどう43ごう かみやまかわしません）は、徳島県名西郡神山町から吉野川市に至る県道（主要地方道）である。

## 概要
名西郡神山町神領から吉野川市川島町川島に至る。
2車線程度の整備された区間と、鬱蒼とした森林の間の1車線程度の狭隘路が入り混じる。また、吉野川市内の一部の区間は異常気象時通行規制区間に指定されている。吉野川市の川島町桑村から同市美郷は堀割峠となっており、チェリーロードラインの愛称で知られる。

### 路線データ
- 起点：徳島県名西郡神山町神領（国道438号交点）
- 終点：徳島県吉野川市川島町川島（川島町神後交差点、国道192号交点）
- 総延長：28.363 km[1]

## 歴史
- 1959年（昭和34年）1月31日 - 徳島県道134号寄井川島線として認定。[要出典]
- 1972年（昭和47年）3月10日 - 徳島県道243号寄井川島線として認定。[要出典]
- 1993年（平成5年）5月11日 - 建設省から、県道寄井川島線が神山川島線として主要地方道に指定される[2]。
- 1994年（平成6年）4月1日 - 徳島県道243号を徳島県道43号神山川島線に認定。[要出典]

## 路線状況

### 愛称
- チェリーロードライン - 沿道にたくさんのソメイヨシノが植樹されたことから。

### 重複区間
- 徳島県道245号二宮山川線（吉野川市美郷字古土地 地内）

## 地理

### 通過する自治体
- 名西郡神山町
- 吉野川市

### 交差する道路
| 交差する道路                         | 市町村名 | 市町村名 | 交差する場所 | 交差する場所            |
| ------------------------------------ | -------- | -------- | ------------ | ----------------------- |
| 国道438号 国道439号 重複             | 名西郡   | 神山町   | 神領         | 起点                    |
| 徳島県道245号二宮山川線 重複区間起点 | 吉野川市 | 吉野川市 | 美郷字古土地 |                         |
| 徳島県道245号二宮山川線 重複区間終点 | 吉野川市 | 吉野川市 | 美郷字古土地 |                         |
| 徳島県道242号植桜鴨島線              | 吉野川市 | 吉野川市 | 川島町桑村   |                         |
| 徳島県道238号川島西麻植停車場線      | 吉野川市 | 吉野川市 | 川島町桑村   |                         |
| 国道192号                            | 吉野川市 | 吉野川市 | 川島町川島   | 川島町神後交差点 / 終点 |

### 沿線
- 徳島県立城西高等学校神山校
- 徳島県立川島中学校・高等学校

## ギャラリー

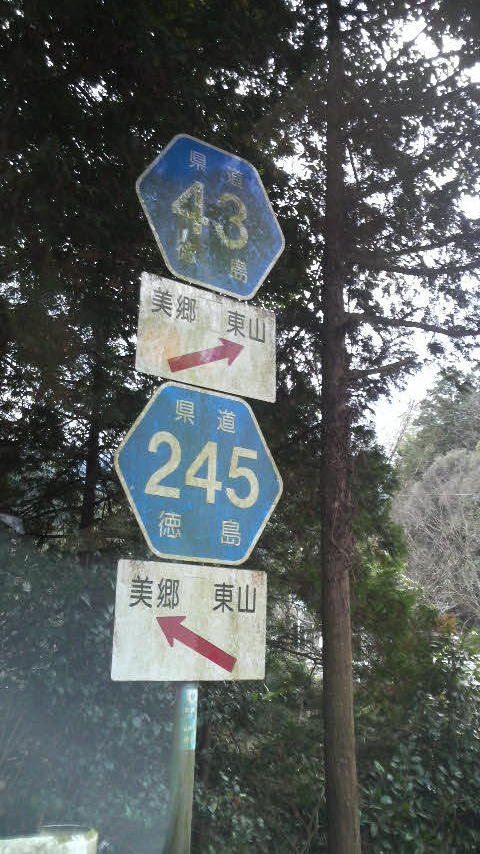
県道標識（吉野川市美郷字古土地）
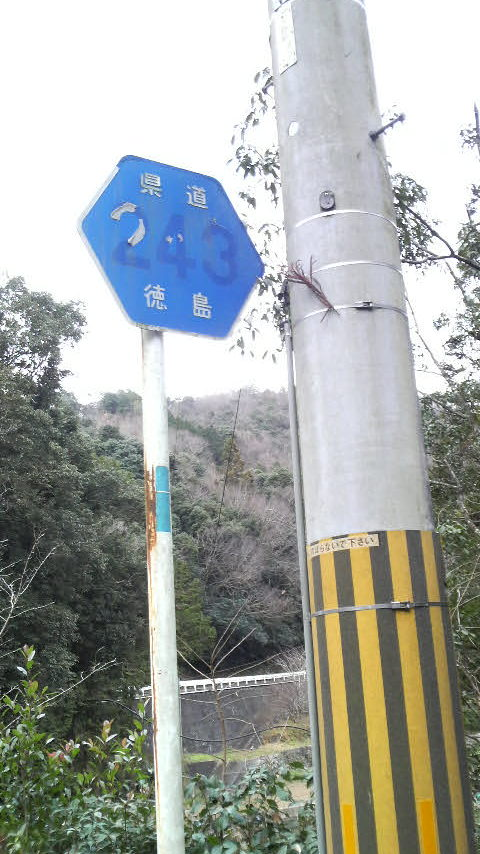
改良前の県道旧道に残る昇格前の旧243号標識（吉野川市美郷字古土地）